# Tinomiscium petiolare
Tinomiscium petiolare är en tvåhjärtbladig växtart som beskrevs av John Miers. Tinomiscium petiolare ingår i släktet Tinomiscium och familjen Menispermaceae. Inga underarter finns listade i Catalogue of Life.